# Bella Donna (filme)

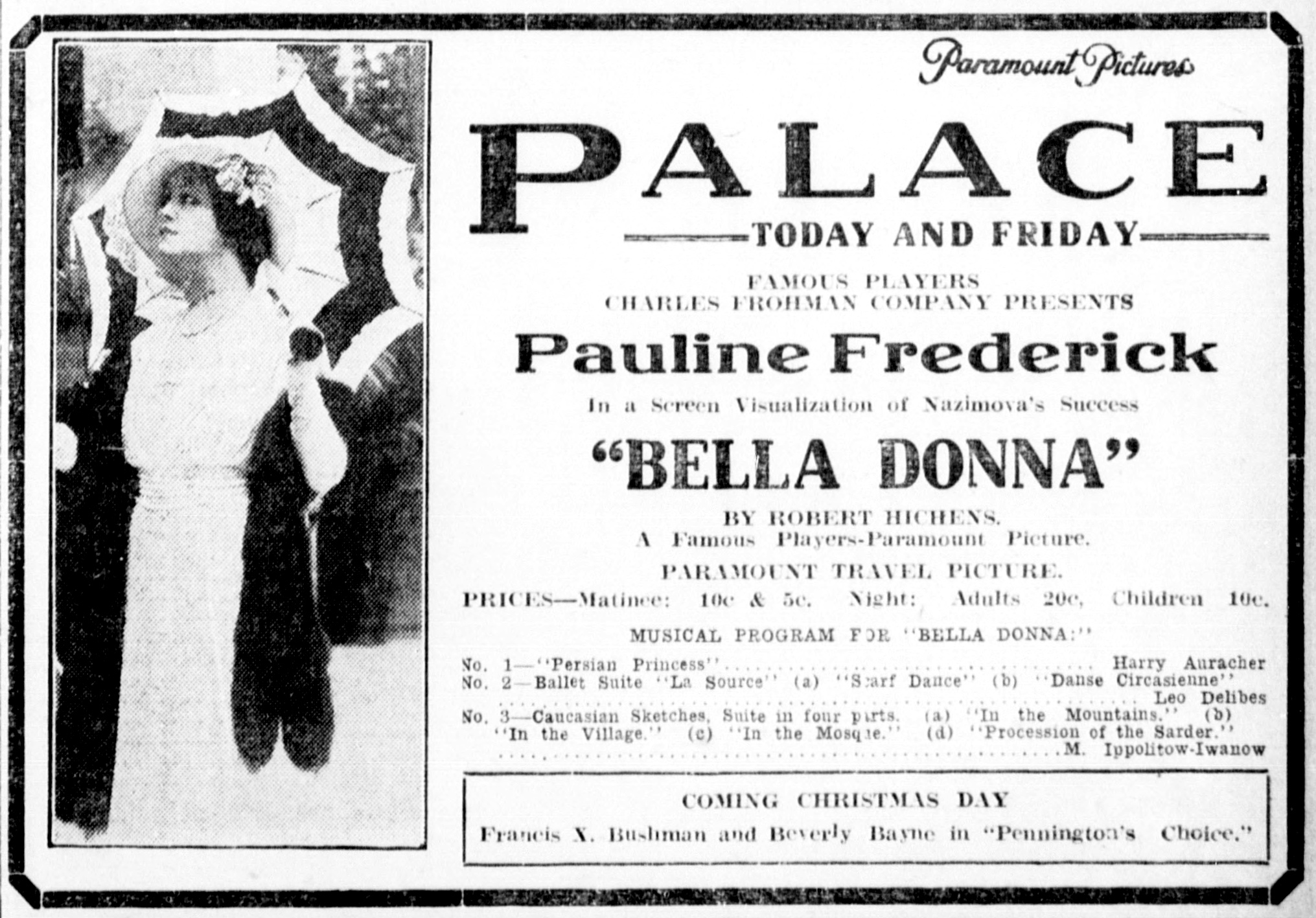
Anúncio de jornal contemporâneo.

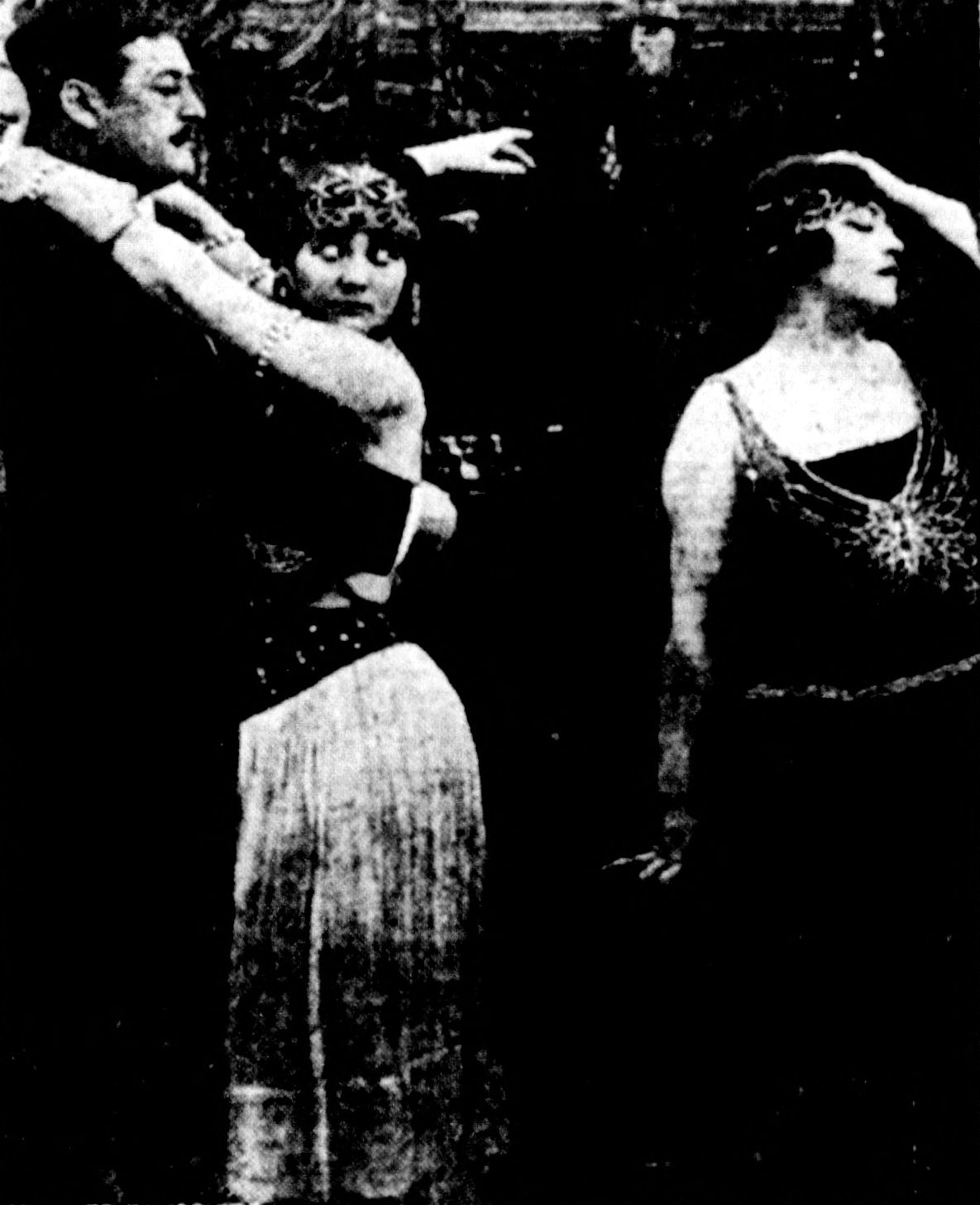
Cena do filme.

Bella Donna foi um filme mudo norte-americano de 1915, do gênero drama, estrelado por Pauline Frederick, e baseado na peça teatral Bella Donna, de James Bernard Fagan, adaptado para o romance homônimo de Robert Smythe Hichens.
Uma segunda versão do romance e peça foi filmada em 1923, estrelado por Pola Negri. É agora um filme perdido.

## Elenco
- Pauline Frederick - Bella Donna
- Thomas Holding - Nigel Armine
- Julian L'Estrange - Baroudi
- Eugene Ormonde - Doutor Isaacson
- George Majeroni - Ibraham
- Edmund Shalet - Hamza
- Helen Sinnott